# Наталівка (Хорольська міська громада)
Ната́лівка — село в Україні, у Хорольській міській громаді Лубенського району Полтавської області. Населення становить 148 осіб (2001). До 2020 року орган місцевого самоврядування — Штомпелівська сільська рада.

## Географія
Село Наталівка розташоване за 123 км від обласного центру, 34 км від районного центру та 15 км від адміністративного центру міської громади, на березі річки Рудка, вище за течією на відстані 0,5 км розташоване село Шарківщина. На річці є декілька загат. Відстань до найближчої залізничної станції Хорол — 15 км.

## Історія
Село Наталівка по неточним даним засноване у XIV—XV століттях. Жителями села були кріпаки. Наприкінці ХІХ століття село придбала поміщиця Наталія Бакланова. Звідси і назва села у різні часи — то Бакланівка, то Наталівка. Укорінилась остаточно все ж назва Наталівка. У 1903 році поміщиця Наталія Бакланова продала свій маєток поміщику Володимиру Старицькому, який володів ним до 1917 року. За ці роки Старицький побудував цегельний завод. На ньому працювали Сергій Макогон, Григорій Макогон, Анатолій  Варюта. Із тієї цегли, яку випускав завод, Старицький побудував школу,  амбар та погріб, де зимою зберігали вулики з бджолами. Після Української революції у 1917 році створювались комітети бідноти. У 1923 році в селі Наталівка була організована комуна «Перемога». Вона розміщувалась в маєтку пана Старицького. Цегельний завод назвали «Артіль Леніна». На кожній цеглині були ініціали АЛ. Коли організувалася комуна, у ній  крім будинку пана, амбару і цегляного сараю, нічого не було: ні інвентаря, ні тварин, лише одні працівники.
У 1928 році з місцевих жителів першими вступили до комуни Агафієв, Григорій Макогон. У 1930 році вступили в комуну Цебро П., Коноваленко В., Мосійчук К. 12 мешканців побудували дім-кухню, де нині знаходяться бібліотека, клуб й медпункт. Усі комунари села Наталівки були приєднані до Покровсько-Багачанської сільської ради.
У Наталівці першим головою колгоспу «Перемога» був І. Г. Дудка. Другим головою колгоспу був Гаврило Махно. У 1958 році всі колгоспи села Штомпелівки, Наталівки, Ковтунів об'єдналися у велике господарство, сільськогосподарську артіль «Україна», яка була об'єднала з 16 населеними пунктами загальною чисельністю населення у 3000 осіб та 50-70 га землі. У 1960 році в артілі впроваджено господарські розрахунки всіх виробничих одиниць і гарантовану оплату праці. До 2000 року в Наталівці працювала машинно-тракторна бригада. Розводили овець та коней.
12 червня 2020 року, відповідно до розпорядження Кабінету Міністрів України № 721-р «Про визначення адміністративних центрів та затвердження територій територіальних громад Полтавської області», село увійшло до складу Хорольської міської громади..
19 липня 2020 року, в результаті адміністративно - територіальної реформи та ліквідації Хорольського району, село увійшло до складу новоутвореного Лубенського району.

## Інфраструктура
До 2005 року існувала школа (нині дітей до школи підвозять до села Штомпелівка на шкільному автобусі).
У Наталівці діє:бібліотека, сільський клуб.